# RegionAlps

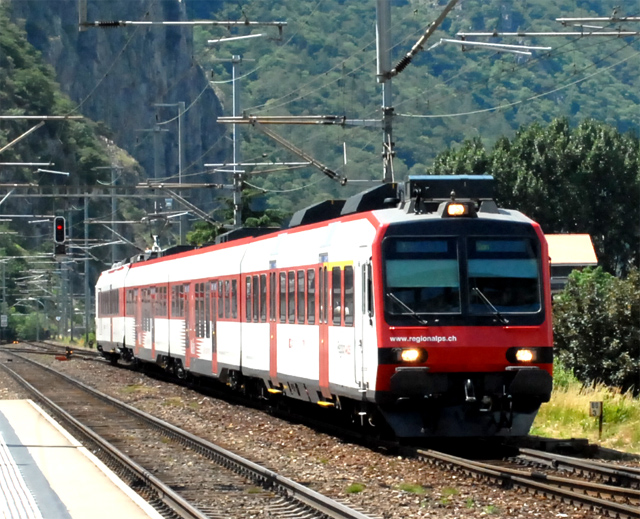
RegionAlps NPZ op 22 juni 2009 te Martigny

De RegionAlps is een dochteronderneming van Schweizerischen Bundesbahnen (SBB) en de Transports de Martigny et Régions (TMR).
De RegionAlps is sinds december 2003 belast met het regionaal personenvervoer op de oorspronkelijke Simplonspoorlijn in het Zwitserse kanton Wallis, van het Frans-Zwitserse grensplaats Saint-Gingolph en Bouveret aan de zuidoever van het meer van Genève, via Saint-Maurice en langs de Rhône naar Sion. De RegionAlps gebruikt voor dit personenvervoer treinstellen van de SBB en van de TMR.

## Voertuigen
Voor deze trajecten zijn de volgende treinstellen beschikbaar:
- 13 NPZ treinstellen van Schweizerischen Bundesbahnen (SBB) die worden gemoderniseerd en voorzien van een nieuwe lagevloer tussenrijtuig.
- 3 Nina treinstellen van Transports de Martigny et Régions (TMR) voor de berg traject.

## Trajecten
- Simplonlinie; spoorlijn St-Gingolph–St-Maurice–Martigny–Sion–Brig, 146 kilometer
- Chemin de fer Martigny–Orsières; spoorlijn Martigny–Sembrancher–Orsières, 19 kilometer en spoorlijn Sembrancher–Le Châble–Verbier, 6 kilometer